# Hugo Selter
Emil Hugo Selter (* 4. Februar 1878 in Werdohl; † 28. Dezember 1952 in Bad Godesberg) war ein deutscher Hygieniker. Er war von 1926 bis 1946 Leiter des Instituts für Hygiene und Öffentliche Gesundheit der Universität Bonn.

## Leben
Selter wurde in Werdohl geboren und besuchte Gymnasien in Altena, Wiesbaden und Soest. Dort legte er 1895 die Abiturprüfung ab und studierte anschließend an den Universitäten in Berlin, München und Bonn. Im Jahr 1902 wurde er promoviert und begann seine wissenschaftliche Tätigkeit als Assistent am Hygienischen Institut der Universität Bonn. Dort verfasste er auch seine Habilitationsschrift, mit der er 1905 habilitiert wurde. Schließlich wurde er 1912 zum außerordentlichen Professor ernannt. Im Jahr 1911 bekam er das Ritterkreuz des sächsischen Albrechts-Ordens verliehen, weil er sich um die Internationale Hygiene-Ausstellung in Dresden in der Gruppe Schulhygiene verdient gemacht hatte. Am 19. Juli 1912 wurde Selter zum Stabsarzt der Reserve ernannt. Er war seit dem 6. September 1906 mit Margarete Meyer verheiratet, sie hatten fünf Kinder.

## Wirken
Selter folgte 1914 einem Ruf der Universität Leipzig, wo er als außerordentlicher Professor angestellt wurde. Im Jahr 1917 wurde er Direktor des Hygiene-Instituts der Universität Königsberg, wo er unter anderem an Tuberkulosebakterien forschte. Als Stabsarzt nahm er am Ersten Weltkrieg teil, er erhielt deswegen das Eiserne Kreuz erster und zweiter Klasse verliehen. Im Jahr 1926 folgte er dem Ruf der Universität Bonn auf den Lehrstuhl für Hygiene. Er leitete von 1926 bis 1946 das Hygienische Institut. Im Jahr 1936 wurde er zum Mitglied der Leopoldina gewählt.

## Nationalsozialismus
Selter war bis 1932 Mitglied der DNVP und trat 1933 der NSDAP bei. Ab April 1934 war er förderndes Mitglied der SS, die er nach eigenen Angaben nur mit einer einmaligen Summe von 100 Reichsmark förderte. Außerdem gehörte er dem Nationalsozialistischen Deutschen Dozentenbund, dem Reichskolonialbund, der Nationalsozialistischen Volkswohlfahrt und dem Nationalsozialistischen Altherrenbund an. Der im nationalsozialistischen Staat als Rassenhygieniker bekannt gewordene Selter nahm ab dem 1. September 1939 als Armeehygieniker am Zweiten Weltkrieg teil, konnte am 1. März 1940 allerdings wieder seine Stelle in Bonn besetzen. Im Jahr 1946 wurde er ordnungsgemäß emeritiert. Nach dem Zweiten Weltkrieg wurde er im Zuge der Entnazifizierung, wohl auch auf Rücksicht auf seine Krankheit, als Entlasteter in die Gruppe 5 eingeteilt.